# Бенвуд (Західна Вірджинія)
Бенвуд (англ. Benwood) — місто (англ. city) в США, в окрузі Маршалл штату Західна Вірджинія. Населення — 1252 особи (2020).

## Географія
Бенвуд розташований за координатами 40°0′35″ пн. ш. 80°43′55″ зх. д. / 40.00972° пн. ш. 80.73194° зх. д. (40.009709, -80.731930).  За даними Бюро перепису населення США в 2010 році місто мало площу 4,82 км², з яких 3,36 км² — суходіл та 1,46 км² — водойми.

## Демографія
Згідно з переписом 2010 року, у місті мешкало 1420 осіб у 654 домогосподарствах у складі 357 родин. Густота населення становила 295 осіб/км².  Було 761 помешкання (158/км²).
Расовий склад населення:
| - 95,8 % — білих - 1,3 % — чорних або афроамериканців - 0,1 % — азіатів |

До двох чи більше рас належало 2,8 %. Частка іспаномовних становила 1,0 % від усіх жителів.
За віковим діапазоном населення розподілялося таким чином: 22,9 % — особи молодші 18 років, 60,6 % — особи у віці 18—64 років, 16,5 % — особи у віці 65 років та старші. Медіана віку мешканця становила 40,5 року. На 100 осіб жіночої статі у місті припадало 90,1 чоловіків;  на 100 жінок у віці від 18 років та старших — 81,6 чоловіків також старших 18 років.
Середній дохід на одне домашнє господарство  становив 38 598 доларів США (медіана — 29 276), а середній дохід на одну сім'ю — 46 963 долари (медіана — 41 000). Медіана доходів становила 29 602 долари для чоловіків та 25 208 доларів для жінок. За межею бідності перебувало 26,2 % осіб, у тому числі 35,0 % дітей у віці до 18 років та 19,3 % осіб у віці 65 років та старших.
Цивільне працевлаштоване населення становило 622 особи. Основні галузі зайнятості: освіта, охорона здоров'я та соціальна допомога — 29,6 %, роздрібна торгівля — 16,9 %, мистецтво, розваги та відпочинок — 10,0 %, оптова торгівля — 6,6 %.